# Stow Maries
Stow Maries is een civil parish in het bestuurlijke gebied Maldon, in het Engelse graafschap Essex met 214 inwoners.